# John Mackey
John Kevin Mackey (24 de setembro de 1941 - 6 de julho de 2011) foi um jogador de futebol americano que atuava como tight end pelo Baltimore Colts (1963-1971) e pelo San Diego Chargers (1972) na National Football League. Ele jogou futebol americano pela Universidade de Syracuse.

## Carreira
Em 1963, Mackey se joutou aos Colts e em 1966, ele revolucionou a posição de tight end na NFL. Naquela temporada, de seus nove touchdowns, seis foram de mais de 50 jardas e ele foi o principal alvo de Johnny Unitas. Por duas vezes na carreira, Mackey teve um média superior a 20 jardas por recepção e em sua carreira de 10 anos ele teve uma média de 15.8 jardas por recepção, o que é fantástico para um tight end.
Mackey também tinha uma velocidade incrível para um tight end. Em uma temporada, os Colts decidiram usa-lo como kick returner. Ele retornou 9 kickoffs para 271 jardas, com uma média impressionante de 30.1 jardas por retorno.
Apesar de contusões terem encurtado sua carreira, Mackey mostrou-se ser um recebedor resistente, perdendo apenas um jogo na sua carreira. John Mackey é hoje considerado um dos melhores tight ends da história da NFL.

### Super Bowl V
No Super Bowl V, disputado em 17 de janeiro de 1971, Mackey fez uma das jogadas mais reconhecidas das finais da NFL, recebendo um passe do quarterback Johnny Unitas depois que a bola saiu do controle do WR Eddie Hinton e quase foi interceptada pelo All-Pro defensive back do Cowboys, Mel Renfro. A bola então voou para as mãos de Mackey, que correu para um touchdown de 75 jardas, um dos mais longos da história do Super Bowl. Baltimore venceu o jogo por 16 a 13, com um field goal de 32 jardas de Jim O'Brien como cinco segundos faltando no cronômetro.